# نهر الزهراني
نهر الزهراني ينبع من نبع الطاسة في جبل صافي قرب اللويزة وجرجوع في اقليم التفاح ويصب في البحر الأبيض المتوسط عند ساحل الزهراني جنوب الغازية ويبلغ طوله 25 كيلومتر.
- يجري نهر الزهراني في خراج بلدات جرجوع، عربصاليم، كفررمان، حبوش، حومين الفوقا، قرية عزة, دير الزهراني، كفروة، قرية الحجة وصولاً إلى ساحل الزهراني عند مصبه في البحر.
- تغزر مياه نهر الزهراني في الشتاء ويشح إلى حد الجفاف كلياً في الصيف حيث أن مصلحة مياه نبع الطاسة أصبحت تستخدم مياه النبع كاملة لتغذي بها قرى منطقتي النبطية وجزين وعددها 54 قرية وذلك منذ العام 1970.
- وكانت تنتشر على جانبي النهر 27 مطحنة قمح قديمة من النبع حتى الحجة إلا انها توقفت منذ السبعينات بعدما شحت المياه ويبست البساتين المحيطة بالنهر وتعرضت المطاحن لغارات الطيران الحربي الصهيوني وخصوصاً عند مثلثـ عربصاليم ـ حبوش - حومين الفوقا.